# Sworn to a Great Divide
Sworn to a Great Divide е седмият студиен албум на Soilwork. Издаден е на 19 октомври 2007 в Европа и на 23 октомври 2007 в САЩ. С изключение на вокалите, албумът е записан в Not Quite Studios в Хелсингбори.
Албумът е най-големият комерсиален успех на Soilwork, продавайки повече от 5000 бройки през първата седмица само в САЩ, стигайки 148-о място в класациите. Целият албум е качен в MySpace профила на Soilwork Архив на оригинала от 2007-11-11 в Wayback Machine. на 10 октомври 2007. Съществува ограничено mailorder издание, което може да се поръча само от онлайн магазина на Nuclear Blast. От него има около 500 бройки в специална опаковка, съдържаща албума, DVD със записи от концерт, от студиото и др., както и минидиск с бонус-песните Sovereign и Overclocked.
Първият сингъл от албума е Exile и излиза на 3 октомври 2007. Клипът към него е заснет в Гьотеборг. На 15 октомври излиза версия на песента за играта Guitar Hero за Xbox 360.